# Inge Lehmann
Pour les articles homonymes, voir Lehmann.
Inge Lehmann est une sismologue danoise, née le 13 mai 1888 à Copenhague au Danemark et morte le 21 février 1993 dans la même ville. Elle a découvert que le centre de la Terre contient un noyau solide.

## Biographie
Inge Lehmann naît en 1888 à Copenhague au Danemark. Son père Alfred Georg Ludvik Lehmann (1858-1921) est un psychologue expérimental à l'université de Copenhague. Chose rare, elle bénéficie d'un enseignement qui ne fait aucune différence entre garçons et filles, donné dans un établissement secondaire danois fondé par la tante de Niels Bohr, Hanna Adler.
Au bout de trois années à l’université de Copenhague, où elle étudie aussi les mathématiques, la chimie, la physique et l’astronomie, elle passe haut la main tous ses examens, ce qui la conduit, en 1910, au Newnham College de l'université de Cambridge au Royaume-Uni. Mal préparée pour passer l'épreuve du Mathematical Tripos, elle se surmène dans ses tentatives pour se mettre rapidement à niveau, ce qui la conduit à retourner à Copenhague en décembre 1911, et y devenir employée dans un bureau d'actuaire où elle acquiert de grandes compétences en calcul. En 1918, elle reprend ses études supérieures à l’université de Copenhague. Après quelques années à travailler dans le commerce des assurances, elle devient l'assistante du géodésiste Niels Erik Nörlund qui lui donne comme mission d'installer des observatoires sismologiques au Danemark et au Groenland. Passionnée par ce domaine scientifique, elle décroche un doctorat en géodésie, avec une partie consacrée à la sismologie, en 1928.
À la suite de ce doctorat, elle est nommée directrice du département de sismologie de l’Institut royal danois de géodésie (en). Elle part à la retraite en 1953 mais continue d'effectuer des recherches, participant notamment au Vela Uniform (en), programme militaire américain d'installation d'un réseau de sismomètres pour surveiller et localiser d’éventuels essais nucléaires en sous-sol. Indirectement, ce projet contribue à l’essor de la théorie de la tectonique des plaques.

## Travaux
En 1936, elle montre que le noyau liquide à l'intérieur de la Terre, mis en évidence par Beno Gutenberg en 1912, doit contenir une « graine » solide pour expliquer l'arrivée de certaines phases sur les sismogrammes. Le nom de la sismologue a été donné à la discontinuité de Lehmann qui marque cette interface entre noyaux externe et interne.
Le processus de découverte d'Inge Lehmann a commencé par l'observation des ondes sismiques générées par les séismes. Elle a utilisé la loi de la réfraction de Snell-Descartes ainsi que l'impact des différents milieux sur la vitesse de propagation des ondes, pour étudier le comportement des ondes en traversant la Terre. Cette étude a révélé une bande annulaire où aucune onde sismique n'était détectée, remettant en question le modèle existant de la structure terrestre.
Le modèle initial supposait un noyau liquide et un manteau solide. Inge Lehmann a introduit l'idée d'un noyau interne solide, déduite de l'observation de l'absence d'ondes sismiques dans la bande annulaire. Elle a développé un modèle divisant le noyau en deux parties, externe et interne, et a appliqué les principes de la réfraction et de la réflexion des ondes pour expliquer les observations.
La clé de sa découverte résidait dans la compréhension de la façon dont les ondes sismiques se comportent lorsqu'elles pénètrent dans le noyau interne. Elle a montré que certaines ondes étaient réfractées dans le noyau externe, tandis que d'autres étaient réfléchies à la frontière entre le noyau externe et le noyau interne.

## Distinctions
Lehmann a reçu de nombreuses distinctions pour ses réalisations scientifiques exceptionnelles, parmi eux le prix Gordon-Wood (1960), la médaille Emil-Wiechert (1964), la médaille d'or de la Société royale danoise des Sciences et des Lettres (1965), le Tagea Brandt Rejselegat (1938 et 1967), l'élection à titre de fellow de la Royal Society en 1969, la médaille William-Bowie en 1971 de l'Union américaine de géophysique (AGU) et la médaille de la Société sismologique d'Amérique en 1977. Elle a reçu des doctorats honorifiques de l'université Columbia en 1964 et de l'Université de Copenhague en 1968, et une médaille de l'AGU, créée pour distinguer une "contribution exceptionnelle à la compréhension de la structure, la composition et la dynamique du manteau et le noyau de la Terre", qui porte son nom.

## Hommages
- L'astéroïde (5632) Ingelehmann porte son nom.
- Un cratère vénusien, Lehmann, est également nommé en son honneur.